# Dys (Lublin)
Pour les articles homonymes, voir Dys.
Dys (prononciation : [dɨs]) est un village polonais de la gmina de Niemce dans le powiat de Lublin de la voïvodie de Lublin dans l'est de la Pologne.
Il se situe à environ 7 kilomètres au sud-ouest de Niemce (siège de la gmina) et 8 kilomètres au nord de Lublin (siège du powiat et capitale de la voïvodie).
Le village comptait approximativement une population de 2 500 habitants en 2011.

## Histoire
De 1975 à 1998, le village est attaché administrativement à l'ancienne Voïvodie de Lublin.

Depuis 1999, il fait partie de la nouvelle voïvodie de Lublin.